# Сеня Терзиева
Сеня Петрова Терзиева-Желязкова е български учен, химик, инженер, професор, доктор по химически науки.

## Биография
Родена е на 27 декември 1961 г. в София. Средното си образование завършва в местния Техникум по индустриална химия. През 1986 г. завършва Висшия химикотехнологичен институт в София със специалност „Технология на неорганичните вещества“. От 1987 до 1989 г. учи следидипломна квалификация в Софийския университет по професионална педагогика. През 1990 г. става асистент в Химикотехнологичния и металургичен университет (ХТМУ) в София. През 2002 г. защитава докторска дисертация на тема „Декларативният компонент на знанията при обучението по химични технологии“. От 17 декември 2003 г. е доцент, а от 2016 г. и професор. В ХТМУ ръководи секция „Хуманитаристика и осигуряване на качеството на обучение“, директор на Технологичния колеж към университета и е била заместник-декан на Деканата за продължаващо и паралелно обучение. В периода 2011 – 2019 г. е заместник-ректор по акредитацията и качеството на обучение. От 2019 г. е ректор на ХТМУ 